# Xanh lá cây
 #008000 
Xanh lá cây, xanh lá hay lục (tiếng Anh: green) là màu sắc trong tự nhiên. Hầu hết các lá cây có màu xanh lá nhờ các chất diệp lục trong cây. Đa số người thấy màu này khi nhìn vào hình bên.
Màu xanh lá cây có bước sóng từ 500-565 nm.

## Tọa độ màu

Các sắc thái của màu xanh lá cây

- Số Hex = #008000
- RGB (r, g, b) = (0, 128, 0)
- CMYK (c, m, y, k) = (100, 0, 100, 50)
- HSV (h, s, v) = (120, 100, 50)